# 方光圻
方光圻（1898年—1968），字「千里」，江蘇江都（今江蘇省揚州市江都区）人，清光緒二十四年（1898年） 生，物理学家，光學家。

## 求學
- 毕业于南京高等师范学校（1921年改建国立东南大学，1928年更名国立中央大学）理化科。
- 留学美国芝加哥大学物理研究所，爲美國物理學會會員。[1]

## 任職
- 回国后,任國立清華大學物理學教授,任中央大学（1949年在大陸改名南京大學，1962年在台復校）物理系教授、系主任,國民政府軍政部兵工署理化研究所研究員,軍政部兵工署技術司技正。
- 1939年時曾任漢陽兵工專門學校校長，1949年后到台湾，曾任改制為陆军理工学院（今中正理工学院）院长等职。[2][1]1965年兼任中國航空太空學會第7屆理事長。[3][4]

## 翻譯及著作
- 史邁斯（英语：Henry DeWolf Smyth），《原子能之軍事用途：美國政府發展原子彈之官方報告》，方光圻（譯），重慶：軍政部兵工學校，1946年5月版（繁體中文）[a]
- 柏爾（Bell,H.C.F.），《威爾遜傳》[b]，方光圻（譯），中華文化出版事業委員會，民國49年（1960年）（繁體中文）[c]

- 《Woodrow Wilson and the People》(1945 （页面存档备份，存于）) By H.C.F.（英文）；

- 張儀尊.方光圻，《科學奧妙的運用》，教育部中等教育司，1961年版（繁體中文）[e]

## 知交
- 李國鼎（方光圻夫人為李氏小學教師，李氏與方氏學生亦多所往來）

## 學生
- 吴健雄（女）
- 谢立惠